# (21607) Robel
(21607) Robel (1999 GG34) – planetoida z pasa głównego asteroid okrążająca Słońce w ciągu 4,39 lat w średniej odległości 2,68 j.a. Odkryta 6 kwietnia 1999 roku.